# Volta ao Algarve 2017
La Volta ao Algarve 2017, quarantatreesima edizione della corsa, valevole come evento dell'UCI Europe Tour 2017 categoria 2.HC, si svolse in cinque tappe dal 15 al 19 febbraio 2017 su un percorso di 772,8 km, con partenza da Albufeira e arrivo all'Alto do Malhão, in Portogallo. La vittoria fu appannaggio dello sloveno Primož Roglič, che completò il percorso in 19h04'03" alla media di 40,526 km/h precedendo il polacco Michał Kwiatkowski e il francese Tony Gallopin.
Al traguardo di Alto do Malhão 156 ciclisti, dei 197 partiti da Albufeira, portarono a termine la competizione.

## Tappe
| Tappa  | Data        | Percorso                            | km    | Vincitore di tappa   | Leader cl. generale |
| ------ | ----------- | ----------------------------------- | ----- | -------------------- | ------------------- |
| 1ª     | 15 febbraio | Albufeira > Lagos                   | 182,9 | Fernando Gaviria     | Fernando Gaviria    |
| 2ª     | 16 febbraio | Lagoa > Alto da Fóia                | 189,3 | Daniel Martin        | Daniel Martin       |
| 3ª     | 17 febbraio | Sagres > Sagres (cron. individuale) | 18    | Jonathan Castroviejo | Primož Roglič       |
| 4ª     | 18 febbraio | Almodôvar > Tavira                  | 203,4 | André Greipel        | Primož Roglič       |
| 5ª     | 19 febbraio | Loulé > Alto do Malhão              | 179,2 | Amaro Antunes        | Primož Roglič       |
| Totale | Totale      | Totale                              | 772,8 |                      |                     |

## Squadre e corridori partecipanti
| N.      | Cod. | Squadra                |
| ------- | ---- | ---------------------- |
| 1-8     | AST  | Astana Pro Team        |
| 11-18   | BOH  | Bora-Hansgrohe         |
| 21-28   | CDT  | Cannondale-Drapac      |
| 31-38   | FDJ  | FDJ                    |
| 41-48   | LTS  | Lotto-Soudal           |
| 51-58   | MOV  | Movistar Team          |
| 61-68   | QST  | Quick-Step Floors      |
| 71-78   | DDD  | Team Dimension Data    |
| 81-88   | KAT  | Team Katusha-Alpecin   |
| 91-98   | TLJ  | Team Lotto NL-Jumbo    |
| 101-108 | SKY  | Team Sky               |
| 111-118 | TFS  | Trek-Segafredo         |
| 121-128 | CJR  | Caja Rural-Seguros RGA |

| N.      | Cod. | Squadra                         |
| ------- | ---- | ------------------------------- |
| 131-138 | COF  | Cofidis                         |
| 141-148 | GAZ  | Gazprom-RusVelo                 |
| 151-158 | MZN  | Team Manzana Postobón           |
| 161-168 | RNL  | Roompot-Nederlandse Loterij     |
| 171-178 | WGG  | Wanty-Groupe Gobert             |
| 181-188 | EFP  | Efapel                          |
| 191-198 | LAA  | LA Alumínios/Metalusa Blackjack |
| 201-208 | LHL  | Louletano-Hospital de Loulé     |
| 211-218 | RLY  | Rally Cycling                   |
| 221-228 | RPB  | Rádio Popular-Boavista          |
| 231-238 | STA  | Sporting/Tavira                 |
| 241-248 | W52  | W52-FC Porto-Porto Canal        |

## Dettagli delle tappe

### 1ª tappa
- 15 febbraio: Albufeira > Lagos – 182,9 km

Risultati
| Pos. | Corridore        | Squadra      | Tempo    |
| ---- | ---------------- | ------------ | -------- |
| 1    | Fernando Gaviria | Quick-Step   | 4h28'31" |
| 2    | André Greipel    | Lotto-Soudal | s.t.     |
| 3    | Nacer Bouhanni   | Cofidis      | s.t.     |

| Pos. | Corridore           | Squadra      | Tempo    |
| ---- | ------------------- | ------------ | -------- |
| 1    | Fernando Gaviria    | Quick-Step   | 4h28'31" |
| 2    | Christoph Pfingsten | Bora         | a 1"     |
| 3    | André Greipel       | Lotto-Soudal | a 4"     |

### 2ª tappa
- 16 febbraio: Lagoa > Alto da Fóia – 189,3 km

Risultati
| Pos. | Corridore          | Squadra    | Tempo    |
| ---- | ------------------ | ---------- | -------- |
| 1    | Daniel Martin      | Quick-Step | 4h46'35" |
| 2    | Primož Roglič      | Lotto NL   | s.t.     |
| 3    | Michał Kwiatkowski | Sky        | a 20"    |

| Pos. | Corridore          | Squadra    | Tempo    |
| ---- | ------------------ | ---------- | -------- |
| 1    | Daniel Martin      | Quick-Step | 9h14'56" |
| 2    | Primož Roglič      | Lotto NL   | a 4"     |
| 3    | Michał Kwiatkowski | Sky        | a 26"    |

### 3ª tappa
- 17 febbraio: Sagres > Sagres – Cronometro individuale – 18 km

Risultati
| Pos. | Corridore            | Squadra  | Tempo  |
| ---- | -------------------- | -------- | ------ |
| 1    | Jonathan Castroviejo | Movistar | 21'24" |
| 2    | Tony Martin          | Katusha  | a 4"   |
| 3    | Primož Roglič        | Lotto NL | a 5"   |

| Pos. | Corridore            | Squadra  | Tempo    |
| ---- | -------------------- | -------- | -------- |
| 1    | Primož Roglič        | Lotto NL | 9h36'29" |
| 2    | Michał Kwiatkowski   | Sky      | a 22"    |
| 3    | Jonathan Castroviejo | Movistar | a 36"    |

### 4ª tappa
- 18 febbraio: Almodôvar > Tavira – 203,4 km

Risultati
| Pos. | Corridore         | Squadra      | Tempo    |
| ---- | ----------------- | ------------ | -------- |
| 1    | André Greipel     | Lotto-Soudal | 4h57'51" |
| 2    | John Degenkolb    | Trek         | s.t.     |
| 3    | Dylan Groenewegen | Lotto NL     | s.t.     |

| Pos. | Corridore            | Squadra  | Tempo     |
| ---- | -------------------- | -------- | --------- |
| 1    | Primož Roglič        | Lotto NL | 14h34'20" |
| 2    | Michał Kwiatkowski   | Sky      | a 22"     |
| 3    | Jonathan Castroviejo | Movistar | a 36"     |

### 5ª tappa
- 19 febbraio: Loulé > Alto do Malhão – 179,2 km

Risultati
| Pos. | Corridore       | Squadra      | Tempo    |
| ---- | --------------- | ------------ | -------- |
| 1    | Amaro Antunes   | W52          | 4h29'28" |
| 2    | V. G. de Mateos | Louletano    | a 12"    |
| 3    | Tiesj Benoot    | Lotto-Soudal | s.t.     |

| Pos. | Corridore          | Squadra      | Tempo     |
| ---- | ------------------ | ------------ | --------- |
| 1    | Primož Roglič      | Lotto NL     | 19h04'03" |
| 2    | Michał Kwiatkowski | Sky          | a 22"     |
| 3    | Tony Gallopin      | Lotto-Soudal | a 55"     |

## Evoluzione delle classifiche
| Tappa              | Vincitore            | Classifica generale Maglia gialla | Classifica a punti Maglia rossa | Classifica scalatori Maglia azzurra | Classifica giovani Maglia bianca | Classifica a squadre |
| ------------------ | -------------------- | --------------------------------- | ------------------------------- | ----------------------------------- | -------------------------------- | -------------------- |
| 1ª                 | Fernando Gaviria     | Fernando Gaviria                  | Fernando Gaviria                | Adam de Vos                         | Fernando Gaviria                 | Quick-Step Floors    |
| 2ª                 | Daniel Martin        | Daniel Martin                     | Daniel Martin                   | Daniel Martin                       | Tiesj Benoot                     | Astana Pro Team      |
| 3ª                 | Jonathan Castroviejo | Primož Roglič                     | Daniel Martin                   | Daniel Martin                       | Tiesj Benoot                     | Movistar Team        |
| 4ª                 | André Greipel        | Primož Roglič                     | André Greipel                   | Daniel Martin                       | Tiesj Benoot                     | Movistar Team        |
| 5ª                 | Amaro Antunes        | Primož Roglič                     | André Greipel                   | Juan Felipe Osorio                  | Tiesj Benoot                     | Astana Pro Team      |
| Classifiche finali | Classifiche finali   | Primož Roglič                     | André Greipel                   | Juan Felipe Osorio                  | Tiesj Benoot                     | Astana Pro Team      |

## Classifiche finali

### Classifica generale - Maglia gialla
| Pos. | Corridore          | Squadra      | Tempo     |
| ---- | ------------------ | ------------ | --------- |
| 1    | Primož Roglič      | Lotto NL     | 10h04'03" |
| 2    | Michał Kwiatkowski | Sky          | a 22"     |
| 3    | Tony Gallopin      | Lotto-Soudal | a 55"     |
| 4    | Luis León Sánchez  | Astana       | a 59"     |
| 5    | Amaro Antunes      | W52          | a 1'29"   |
| 6    | Daniel Martin      | Quick-Step   | a 1'36"   |
| 7    | J. Castroviejo     | Movistar     | a 1'40"   |
| 8    | Tiesj Benoot       | Lotto-Soudal | a 1'42"   |
| 9    | Rinaldo Nocentini  | Sporting     | a 1'56"   |
| 10   | Edgar Pinto        | LA Alumínios | a 2'19"   |

### Classifica a punti - Maglia verde
| Pos. | Corridore          | Squadra      | Punti |
| ---- | ------------------ | ------------ | ----- |
| 1    | André Greipel      | Lotto-Soudal | 53    |
| 2    | Amaro Antunes      | W52          | 38    |
| 3    | Primož Roglič      | Lotto NL     | 30    |
| 4    | John Degenkolb     | Trek         | 30    |
| 5    | Michał Kwiatkowski | Sky          | 29    |

### Classifica scalatori - Maglia azzurra
| Pos. | Corridore      | Squadra    | Punti |
| ---- | -------------- | ---------- | ----- |
| 1    | Juan F. Osorio | Manzana    | 17    |
| 2    | Daniel Martin  | Quick-Step | 10    |
| 3    | Amaro Antunes  | W52        | 10    |
| 4    | Adam de Vos    | Rally      | 8     |
| 5    | Primož Roglič  | Lotto NL   | 8     |

### Classifica giovani - Maglia bianca
| Pos. | Corridore       | Squadra      | Tempo     |
| ---- | --------------- | ------------ | --------- |
| 1    | Tiesj Benoot    | Lotto-Soudal | 19h05'45" |
| 2    | Anthony Turgis  | Cofidis      | a 2'29"   |
| 3    | Silvio Herklotz | Bora         | a 3'51"   |
| 4    | Gianni Moscon   | Sky          | a 3'57"   |
| 5    | Enric Mas       | Quick-Step   | a 4'41"   |

### Classifica a squadre
| Pos. | Squadra              | Tempo     |
| ---- | -------------------- | --------- |
| 1    | Astana Pro Team      | 57h19'07" |
| 2    | Team Katusha-Alpecin | a 1'47"   |
| 3    | Movistar Team        | a 2'49"   |
| 4    | Team Sky             | a 6'07"   |
| 5    | Quick-Step Floors    | a 6'09"   |